# Vrelišče
Vrelíšče (oznaka TV) je temperatura, pri kateri lahko pri danem tlaku obenem obstojata kapljevinska in plinasta faza snovi.
Če zmesi kapljevinske in plinaste faze dovajamo toploto, se njena temperatura ne spremeni, na račun kapljevinske pa se povečuje delež plinaste faze. Proces imenujemo izparevanje. Obratno se ob kondenzaciji, če sistem pri temperaturi vrelišča oddaja toploto, na račun plinaste povečuje delež kapljevinske faze. Toploto, potrebno, da izparimo dano maso izbrane snovi, imenujemo izparilna toplota.
Vrelišče je močno odvisno od tlaka. Odvisnost približno opisuje Clausius-Clapeyronova enačba.

## Zvišanje vrelišča
Vrelišče raztopin, kjer topljenec ne disociira, je višje od vrelišča topila. Zvišanje vrelišča ΔT je premo sorazmerno koncentraciji topljenca c:
{\displaystyle \Delta T=K_{e}c}
Sorazmernostni koeficient Ke imenujemo ebulioskopska konstanta. Z merjenjem zvišanja vrelišča lahko določamo koncentracijo, ali, če je ta znana, molsko maso topljenca. Postopek je poznan pod imenom ebulioskopija.